# Francisco Corzas
Francisco Corzas Chávez (Ciudad de México 4 de octubre de 1936 - 15 de septiembre de 1983) fue un pintor y grabador mexicano, parte de la Generación de la Ruptura. Nació en el seno de una familia muy pobre pero se las ingenió para estudiar arte en México e Italia, comenzando su carrera como artista en Europa. Regresa a México en la década de 1960, pero conserva sus vínculos artísticos con Europa a través de diversos encargos y exhibiciones. Si bien fue un creador prolífico, solo hay unas 1,500 obras de su autoría ya que fallece a los 47 años. Sus obras se exhiben en museos y colecciones privadas de Europa (incluido el Vaticano) y México.

## Biografía
Francisco Corzas fue el más chico de los ocho hijos de Enrique Corzas y Regina Chávez, quienes eran músicos oriundos de Quecholac, Puebla. Creció en la vecindad de  Tepito y lo llamaban Pancho. Su familia era muy pobre y de niño Corzas soñaba con ser torero o boxeador para salir de la pobreza. Sin embargo, pasaba tiempo dibujando en la pared del baño usando trozos de carbón, que fue la primera manifestación de su talento artístico.
A los 14 años de edad, se enroló en la Escuela Nacional de Pintura, Escultura y Grabado "La Esmeralda", con apoyo de su madre, a pesar de las muy difíciles circunstancias financieras que atraviesan. Estudia allí desde 1951 hasta 1955 con maestros de la talla de Agustín Lazo, Manuel Rodríguez Lozano, Carlos Orozco Romero, María Izquierdo y Juan Soriano . Durante esta época, descubre que no solo posee talento para pintar, sino que también posee una voz de barítono excepcional, lo cual también le permite ganarse el sustento. Para ello forma el grupo Trío La Esmeralda junto con Felipe Zaúl Peña y Raúl Anguiano, que animan fiestas estudiantiles.
En 1956, a los 19 años de edad, Corzas viaja a Italia a estudiar, acompañado por Humberto Kubli. Kubli regresa a México al poco tiempo, pero Corzas se queda en Roma en el antiguo barrio de Trastevere. Corzas considera que estos tres años fueron cuando verdaderamente se forma  como pintor.  Estudia la técnica de pintura al fresco en la Accademia San Giacomo y dibujo de figuras en la Academia Brera. Sin embargo, aún más importante, durante su permanencia en Europa visita varios museos para aprender sobre y desarrollar una pasión por el arte clásico europeo, lo cual ejerce gran influencia sobre su estética. Se mantiene realizando giras por Europa como cantante.
En 1967 en Italia, Corzas conoce a su futura esposa, Bianca Dall’Occa, una joven viuda once años mayor que él. Se conocieron en un restaurante donde Francisco estaba pintando un mural y Bianca canta y toca la guitarra a cambio de la comida. La relación comenzó como una amistad, con las caminatas y conversaciones Bianca acompaña a Corzas de regreso a México para contraer matrimonio con él y permanecieron juntos hasta su muerte. Sin embargo, la relación es tormentosa. Corzas se siente fascinado por la música, la poesía, la danza, y los placeres de la vida, incluidos los romances. Su ánimo es variable y Bianca es quien provee orden y estabilidad en su existencia.
Durante la década de 1960 Corzas regresa a vivir en México pero durante la década de 1970 se le encuentra de nuevo en Europa durante un tiempo viviendo y trabajando.
Corzas fallece en 1983 en Ciudad de México a la edad de 47 años luego de pelear con una enfermedad durante tres años. Durante el tiempo inmediatamente que precede a su muerte, Corzas pinta constantemente, aun de noche, lo que hace sospechar que preveía su muerte.

## Carrera
Corzas comienza su carrera mientras estudia en Europa a fines de la década de 1950. Regresa a México en 1962, pero durante algún tiempo debe luchar porque su obra no es apreciada. Si bien trabaja constantemente, su producción solo es de unas 1,500 obras a causa de su muerte prematura. Su última obra, titulada La modelo, fue rematada en el 2011. La misma fue creada durante sus últimos días de vida.
Realizó un total de catorce exposiciones individuales y participó en cuarenta y tres en diversas ciudades del mundo incluidas Roma, Florencia, Venecia, Belgrado, Praga, Bruselas, Viena, Nueva Delhi, Bombay, Osaka, Nueva York, San Antonio, Los Ángeles, Montreal, Bogotá, Buenos Aires, Río de Janeiro y Santiago de Chile. Su primera exposición individual fue en el YMCA en Roma en 1958, a la que le sigue otra en la Galería Trentadue en Milán y varias exposiciones colectivas. A su regreso a México inicialmente expone sus obras en la Galería Antonio Souza. Sin embargo, su primera exhibición importante fue la de grandes obras figurativas en la Galería Misrachi en 1962. Para 1972, era considerado lo suficientemente importante para merecer una retrospectiva en el Palacio de Bellas Artes titulada “Francisco Corzas, 1962-1972“, seguida de una presentación individual en el Museo de Arte Moderno en 1976.
Su obra sigue siendo reconocida en Europa aún después de su regreso a México, con invitaciones para trabajar allí y en Estados Unidos.  Pasa temporada en Europa durante la década de 1970, recibe una beca Des Art del gobierno francés. Permanece un año en el taller Bramsen en París y luego viaja por varios países de Europa. Crea diez litografías tituladas Los Profetas en el taller Gráfico Caprina en Roma y otra titulada Umbrío por la pena con el taller Upiglio en Milán, y once litografías relacionadas con la Carmina Burana en el taller Olivetti. También pinta, produciendo dos telas para los Museos Vaticanos tituladas Profeta (en la Sala 12) y Plegaria (en la Sala Stampa) .  Además de estos encargos, realiza diez litografías para Lublin Press en Nueva York y una para la Fundación Cultural Televisa para crear una obra titulada Agonías y otras ofrendas.
El primer reconocimiento por su obra fue la medalla de plata en la Feria Internacional Via Margutta en Roma en 1958, que le dio a su obra renombre internacional. También participó en competencias en Oslo, Frenchen (Alemania) y San Juan, Puerto Rico.  En México, recibió una mención honoraria en el Salón de la Plástica Mexicana, del cual pasa a ser miembro.  En 1964 recibe el primer Premio Adquisición del Salón 65 del Instituto Nacional de Bellas Artes. En 1998, a quince años de su fallecimiento, se realizó un homenaje en su nombre en el Centro Cultural San Ángel, con la participación de José Luis Cuevas, Rafael Coronel, Javier Juárez y Raymundo Sesma.
Una porción importante de sus obras se encuentran fuera de México, en museos y colecciones privadas. En México, se pueden ver algunas de sus obras el Museo de Arte Moderno (la Empaquetada (1966)) y el Museo Carrillo Gil, como también en la Fundación Cultural Televisa.

## Enfoque artístico
Se considera a Francisco Corzas un integrante de la Generación de la Ruptura de México, una generación de artistas del siglo XX que se rebelaron contra los preceptos artísticos y políticos del muralismo mexicano. Estos artistas experimentaron con  otras formas de expresión. En el caso de Corzas, recurre a una nueva forma de expresión figurativa que deja mucho de la definición a la  imaginación, especialmente el fondo, lo que provee a las obras de una calidad etera. Fue un artista prolífico que trabajaba simultáneamente en varios proyectos. Siempre pintaba con una bebida a mano, escuchando arias de opera a pleno volumen.
Corzas describía su obra como impresionismo, con una influencia importante de Goya; sin embargo, hay quienes la clasifican como expresionismo. La influencia más importante sobre el desarrollo artístico de Corzas es el tiempo que permanece en Italia y su estudio de movimientos europeos desde el Renacimiento, pasando por el Barroco, hasta el Manerismo y la avant garde moderna. Entre los pintores más admirados por Corzas se encuentran Correggio, Veronese, Tintoretto, Velázquez y especialmente Goya. Inclusive firmó algunas de sus obras seminales con el seudónimo de “Goya.” Se sentía profundamente atraído por el pasado y a menudo imágenes del pasado aparecen en sus obras tales como figuras ataviadas en vestimentas antiguas y con sombreros amplios.
Sus temas preferidos incluyen desnudos femeninos sensuales y eróticos, los mejores poseen un toque melancólico, de hermosas mujeres tristes entre colores borrosos que sugieren una cama o un chal. Sus primeras obras muestran imágenes de cuerpos mutilados y rostros fantasmagóricos, a menudos rodeados de luz. Los tonos naranja dominan y contrastan con los rostros. No utilizaba modelos, los rostros y figuras humanas estaban basados en historias que había leído o eran inventados. En numerosas figuras se adivina facetas de su propio rostro. Además de la figura humana, recurre a otros elementos incluidos animales, que a menudo acompañan a los desnudos femeninos. Los mismos incluyen búhos, toros, gatos y caballos en especial. También recurre a elementos de danza a causa de su relación con la música. Sus imágenes no son completamente realistas, dejando una falta de definición en las formas, especialmente en los elementos de fondo. Esto le otorga a las obras un halo de misterio, acentuado por el juego de luz y sombra, así como el uso de una paleta de colores limitados tales como amarillos, ocre oscuro y negro.